# Condado de Szczecinek
Szczecinek (polaco: powiat szczecinecki) é um powiat (condado) da Polónia, na voivodia da Pomerânia Ocidental. A sede do condado é a cidade de Szczecinek. Estende-se por uma área de 1765,22 km², com 77 331 habitantes, segundo os censos de 2005, com uma densidade 43,81 hab/km².

## Divisões admistrativas
O condado possui:
Comunas urbanas: Szczecinek
Comunas urbana-rurais: Barwice, Biały Bór, Borne Sulinowo
Comunas rurais: Grzmiąca, Szczecinek
Cidades: Szczecinek, Barwice, Biały Bór, Borne Sulinowo

## Demografia
População (dados de 30 de Junho de 2005):
|          | Total   | Total | Mulheres | Mulheres | Homens  | Homens |
| -------- | ------- | ----- | -------- | -------- | ------- | ------ |
|          | pessoas | %     | pessoas  | %        | pessoas | %      |
| Total    | 77 331  | 100   | 39 633   | 51,3     | 37 698  | 48,7   |
| Cidades  | 48 924  | 100   | 25 676   | 52,5     | 23 248  | 47,5   |
| Povoados | 28 407  | 100   | 13 957   | 49,1     | 14 450  | 50,9   |